# Separándonos Juntos
Serie de televisión danesa de género tragicómica creada por Mette Heeno, y guionizada por Mai Brostrøm y Peter Throsboe en 2016.
La serie es estrenada en 2016 por el canal privado Danés TV 2. Tras unos meses, la serie se estrena en España el día 8 de agosto en el cana generalistal #0 de Movistar+.

## Sinopsis
La serie relata la vida de Line y Martin, un matrimonio que en el primer episodio reúne a la familia para darles una noticia: van a divorciarse. Pero la crisis bancaria ha provocado que su hipoteca cueste más que su casa y no pueden venderla en este momento. De este modo, y debido a que ninguno quiere renunciar a sus hijas y aún se llevan bien, deciden vivir en la misma casa hasta que puedan separarse definitivamente.

## Personajes Principales
| Papel         | Personaje | Interpretado por        |
| ------------- | --------- | ----------------------- |
| Esposa        | Line      | Maria Rossing           |
| Esposo        | Martin    | Peter Plaugborg         |
| Hija          | Carla     | Viola Martinsen         |
| Hija          | Alma      | Ella Solgaard           |
| Familiar      | Rune      | Esben Dalgaard Andersen |
| Familiar      | Pernille  | Katrine Rosenthal       |
| Familiar      | Maja      | Stine Schrøder Jensen   |
| Pareja Line   | Kasper    | Jesper Hagelskær Paasch |
| Pareja Martin | Charlotte | Amanda Collin           |
| Vecino        | Leif      | Kurt Ravn               |